# Wiener melange

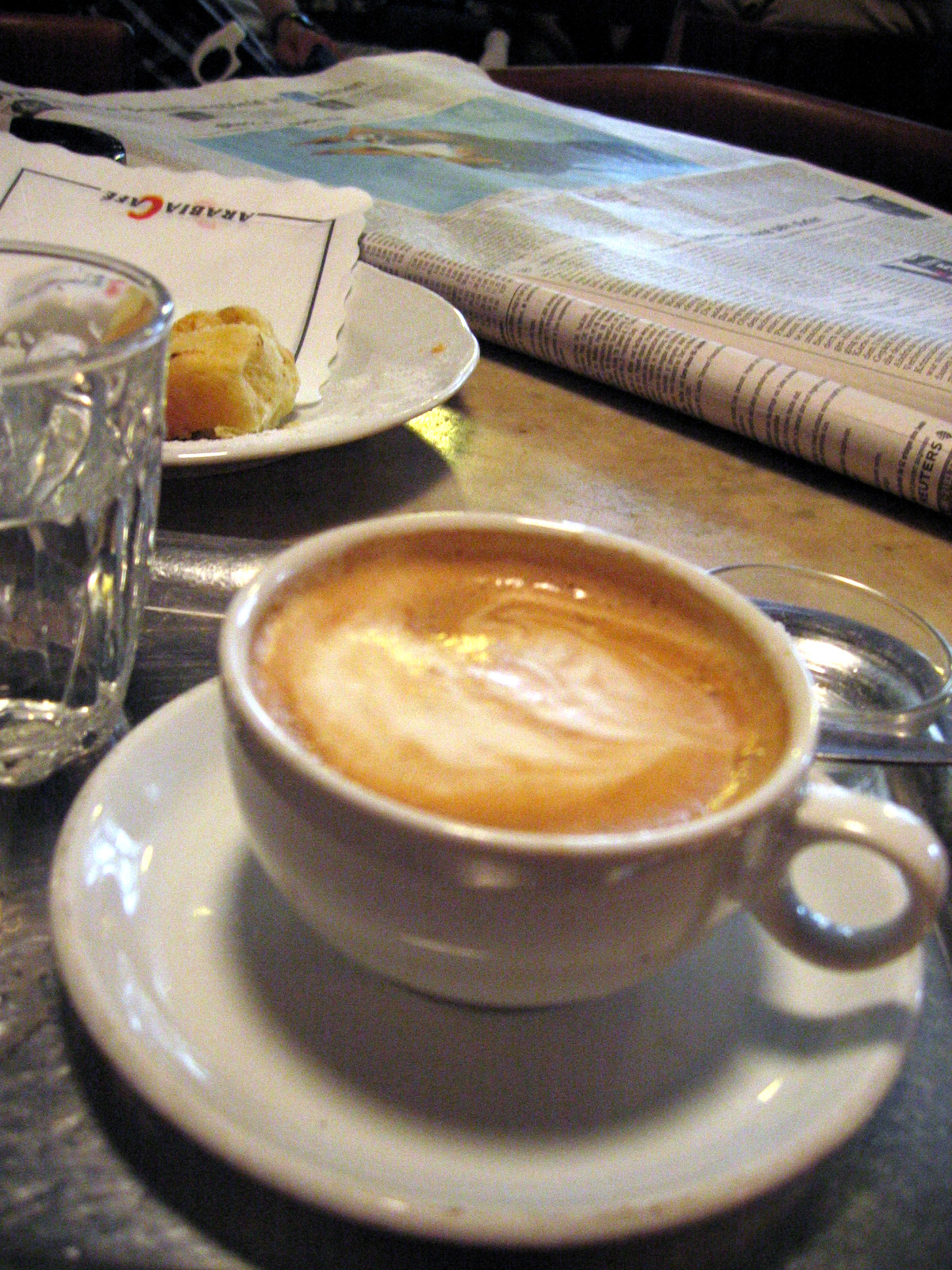
Wiener Melange

Wiener melange (tyska Wiener, "från Wien" och franska mélange, "blandning") avser olika kaffeblandningar med mjölk. 
En melange i Wien består av kaffe och skummad mjölk; kaffet är antingen vanlig espresso eller "verlängerter", espresso utspädd med vatten. En wiener melange är således snarlik en cappuccino i sitt hemland.
I Sverige består en wiener melange av lika delar espresso och varm skummad mjölk toppad med ett par skedar kakaopulver eller chokladdryckspulver. Enkelt kan sägas att det är en cappuccino med två skedar choklad. 
I Nederländerna kan en wiener melange antingen serveras som i Sverige eller som en kaffedryck gjord på sockrad äggula.